# Lemmaphyllum abbreviatum
Lemmaphyllum abbreviatum là một loài dương xỉ trong họ Polypodiaceae. Loài này được Kuhn & C.Chr. mô tả khoa học đầu tiên năm 1929.
Danh pháp khoa học của loài này chưa được làm sáng tỏ. 